# Lacosamid
Lacosamid (Handelsname: Vimpat) ist ein Arzneistoff aus der Gruppe der Antikonvulsiva, der in der Behandlung von epileptischen Anfällen eingesetzt wird.

## Anwendungsgebiete (Indikationen)
Lacosamid wird zur Monotherapie und Zusatzbehandlung fokaler Anfälle mit oder ohne sekundäre Generalisierung bei Erwachsenen, Jugendlichen und Kindern ab 4 Jahren mit Epilepsie eingesetzt.

## Wirkungsmechanismus (Pharmakodynamik)
Der Wirkmechanismus von Lacosamid ist nicht vollständig aufgeklärt. Es wird angenommen, dass die antikonvulsive Wirkung u. a. auf einer Hemmung spannungsabhängiger Natriumkanäle beruht. Weiterhin beeinflusst Lacosamid das Protein collapsin response mediator protein-2 (CRMP-2). CRMP-2 kommt vornehmlich im Zentralnervensystem vor und ist für die Differenzierung von Nervenzellen sowie für das Aussprossen von Nervenleitungen von Bedeutung.

## Entwicklungsgeschichte
Lacosamid wurde in den 1990er Jahren durch den US-amerikanischen Chemiker Harold Kohn synthetisiert und später durch Schwarz Pharma in den Anwendungsgebieten Epilepsie und Schmerz entwickelt. Das Arzneimittel ging nach der Übernahme von Schwarz an UCB über.
Die Erstzulassung als Antikonvulsivum erfolgte 2008 in der EU. Die US-amerikanische Gesundheitsbehörde FDA hatte zuvor einen Zulassungsantrag für die Schmerzbehandlung bei diabetischer Polyneuropathie abgelehnt. Einen entsprechenden Zulassungsantrag für die EU zog UCB im September 2008 zurück.